# Ernest Roney
Ernest John Roney (Lambeth, 8 de junho de 1900 — 23 de março de 1975) foi um velejador britânico, medalhista olímpico. Ele competiu nos Jogos Olímpicos de Verão de 1924 na classe 8 Metre e conquistou a medalha de prata na disputa realizada a bordo do Emily com Harold Fowler, Edwin Jacob, Thomas Riggs e Walter Riggs. Ele era irmão de Margaret Roney e Esmond Roney.